# MaSat-1
MaSat-1 (abbreviazione di Magyar Satellite-1) è stato il primo satellite dell'Ungheria.
Il satellite, del tipo CubeSat, è stato realizzato dagli studenti dell'Università di Tecnologia e di Economia di Budapest. Il lancio è stato effettuato il 13 febbraio 2012 dal Centro spaziale guyanese con un razzo vettore Vega. La telemetria del satellite non era criptata, come avviene di solito, ma era trasmessa nella frequenza dei radioamatori. Il satellite aveva a bordo una fotocamera. Masat-1 è rientrato nell'atmosfera il 9 gennaio 2015.